# (2888) Hodgson
(2888) Hodgson (1982 TO; 1931 TO1; 1936 DE; 1948 TC1; 1955 XB; 1965 UM; 1970 EJ1; 1973 AN2; 1977 FP2; 1981 KG) ist ein ungefähr fünf Kilometer großer Asteroid des inneren Hauptgürtels, der am 13. Oktober 1982 vom US-amerikanischen Astronomen Edward L. G. Bowell am Lowell-Observatorium, Anderson Mesa Station (Anderson Mesa) in der Nähe von Flagstaff, Arizona (IAU-Code 688) entdeckt wurde.

## Benennung
(2888) Hodgson wurde nach Richard G. Hodgson benannt, der Professor am Dordt College in Sioux Center im Sioux County in Iowa war. 1973 gründete er die Minor Planets Section of the Association of Lunar and Planetary Observers.